# Oraesia excitans
Oraesia excitans là một loài bướm đêm trong họ Noctuidae.